# Lymantria binotata
Lymantria binotata är en fjärilsart som beskrevs av Paul Mabille 1880. Lymantria binotata ingår i släktet Lymantria och familjen tofsspinnare. Inga underarter finns listade i Catalogue of Life.